# Prince de Tarsia
Le titre de Prince de Tarsia, ville située au nord de la Calabre, est un titre de noblesse du royaume de Naples puis du royaume des Deux-Siciles. 
Le titre complet est Principe di Tarsia, con Terranova e Spezzano, issu de l'achat de trois fiefs par Don Giuseppe Vespasiano.

## Historique

### Famille Spinelli
Le fief de Tarsia fut acheté par Giuseppe Vespasiano Spinelli, patricien napolitain issu d'une branche de la famille Spinelli de Naples et baron de Calopezzati depuis 1589, à Pietrantonio Abenante pour la somme de 12 500 ducats - les fiefs de Terranova et de Spezzano sont également inclus dans la transaction.
Philippe III, roi d'Espagne et de Naples, par le Privilège de 1612, conféra le titre de prince de Tarsia à Giuseppe Vespasiano Spinelli. La branche des Spinelli de Tarsia, compta parmi les principales familles aristocratiques du sud de l'Italie du XVIIe au XVIIIe siècle. 
| Famille Spinelli di Tarsia             | Famille Spinelli di Tarsia                   | Famille Spinelli di Tarsia | Famille Spinelli di Tarsia | Famille Spinelli di Tarsia |
| Rang (en tant que Prince ou Princesse) | Nom                                          | Règne                      | Autres titres | Notes |
| -------------------------------------- | -------------------------------------------- | -------------------------- | --- | --- |
| 1                                      | Don Giuseppe Vespasiano Spinelli (?-1618)    | 1612-1618                  | 2e Marquis de Cirò (à partir de 1589) Baron de Calopezzati (1589-1614) Patricien de Naples                                                                                                | Il acheta les fiefs de Tarsia, Terranova et Spezzano pour 12500 ducats. Le patricien napolitain acquit par le privilège de Philippe III d'Espagne, du 1er juillet 1612, le titre de Prince de Tarsia. Il épousa Ippolita di Capua, fille de Giovannni, grand comte d'Altavilla. En 1614, il vendit le fief de Calopezzati.                                                  |
| 2                                      | Don Giovanni Vincenzo Spinelli (?-1668)      | 1618-1623                  | 3e Marquis de Cirò Patricien de Naples | Fils du précédent prince. Époux de Crisostoma Caracciolo, fille de Giovanni Vincenzo, marquis de Casalbore et de Donna Giovanna Crisostoma Caracciolo, en 1617. |
| 3                                      | Don Ferdinando Spinelli (?-1654)             | 1623-1654                  | 4e Marquis de Cirò Patricien de Naples | Frère du précédent. Don Ferdinando épousa en 1624 Isabella Spinelli, fille de Carlo Spinelli et Giovanna di Capua. |
| 4                                      | Don Carlo Spinelli (?-1660)                  | 1654-1660                  | 5e Marquis de Cirò Patricien de Naples | Frère du précédent. Il eut en 1624 comme épouse Donna Caterina Spinelli - fille de Don Troiano, prince d'Oliveto, et de Maria Caracciolo, marquise de Vico. Il fut l'un des fondateurs, avec 37 autres chevaliers napolitains, du MONTE GRANDE DE’ MARITAGGI di Napoli, institution caritative créée dans le but d'assurer une dot pour les filles aristocratiques mariées. |
| 5                                      | Don Giovanni Vincenzo II (1660-1668)         | 1660-1668                  | 6e Marquis de Cirò Patricien de Naples | Fils du précédent. Il épousa en 1634 Donna Angela Spinelli, princesse d'Oliveto, duchesse d'Aquara et marquise de Vico - fille du prince Don Troiano II et de Donna Maria de Cardenas. |
| 6                                      | Don Carlo Francesco Spinelli (1668-1732)     | 1668-1732                  | 6e Prince d'Oliveto (à partir de 1701) 7e Duc d'Aquara (à partir de 1701) 7e Marquis de Cirò 7e Marquis de Vico (à partir de 1701) Grand d'Espagne de première classe Patricien de Naples | Fils du précédent. Il hérita des titres de Prine d'Oliveto, Duc d'Aquara et de Marquis de Vico, au décès de sa mère Donna Angela, en 1701. Épousa en 1688 Donna Giulia Spinello Barrile. |
| 7                                      | Don Ferdinando Vincenzo Spinelli (1691-1753) | 1732-1753                  | 7e Prince d'Oliveto 8e Duc d'Aquara 8e Marquis de Cirò 8e Marquis de Vico Grand d'Espagne de première classe Patricien de Naples                                                          | Fils du précédent. Il eut deux épouses : - en 1715, Nicoletta di Capua, fille de Giambattista, prince de Riccia. - En secondes noces, en 1734, il épousa Domenica Maria Sanseverino, fille du prince de Bisignano, Giuseppe. |
| 8                                      | Donna Maria Antonia Spinelli (1735-1813)     | 1753-1813                  | 8e Princesse d'Oliveto 9e Duchesse d'Aquara 9e Marquise de Cirò 9e Marquise de Vico (1754) Grande d'Espagne de première classe                                                            | Fille du précédent. Elle a épousé en 1753 Don Fabrizio Spinelli, prince de Scalea, qui obtint le titre par mariage (maritali nomine). |

Don Ferdinando meurt sans héritier mâle, le seul fils du couple ayant succombé en 1758.
Le titre passe alors définitivement alors à la famille Spinelli de Scalea, lorsque Don Fabrizio meurt en 1794, pour son oncle Don Vincenzo Spinelli di Scalea. 
| Famille Spinelli di Scalea             | Famille Spinelli di Scalea              | Famille Spinelli di Scalea | Famille Spinelli di Scalea                                                                       | Famille Spinelli di Scalea |
| Rang (en tant que Prince ou Princesse) | Nom                                     | Règne                      | Autres titres                                                                                    | Notes |
| -------------------------------------- | --------------------------------------- | -------------------------- | ------------------------------------------------------------------------------------------------ | --- |
| 9                                      | Don Vincenzo Spinelli (1762-1806)       | 1794-1806                  | 10e Marquis de Cirò 10e Marquise de Vico Grande d'Espagne de première classe Patricien de Naples | Premier Spinelli di Scalea à porter le titre de Principe di Tarsia. Il eut deux épouses : - en 1790, Donna Eleonora d'Avalos d'Aquino d'Aragona (1772-1791), fille du Don Tommaso, prince de Francavilla. - En secondes noces, en 1792, il épousa Donna Laura Gaetani dell'Aquila d'Aragona, fille du prince de Piedimonte, Giuseppe. |
| 10                                     | Don Vincenzo Spinelli (179?-1817)       | 1806-1817                  | 11e Marquis de Cirò 11e Marquise de Vico Grand d'Espagne de première classe Patricien de Naples  | Fils du précédent prince. |
| 11                                     | Donna Maria Teresa Spinelli (1795-1865) | 1817-1865                  | 12e Marquis de Cirò 12e Marquise de Vico Grande d'Espagne de première classe                     | Sœur du précédent. Elle se maria avec le duc de Scorrano et comte de San Cassiano, Don Giuseppe Frisari en 1816. |

### Famille Frisari
Le titre passa par succession à la famille Frisari de Lecce, à la suite du mariage de Donna Maria Teresa Spinelli avec Don Giuseppe Frisari. De ce mariage naquirent :
- Salvatore, héritier du titre (12e Prince de Tarsia) et qui sera le dernier duc de Scorrano ;
- Luisa, qui se maria avec Achille Tamborino (it), politicien italien de la deuxième moitié du XIXe siècle.

Salvatore Frisari se maria avec Donna Clementina Episcopo. De ce mariage naquirent : 
- Donna Teresa, qui hérita du titre de Principa di Tarsia (13e Princesse de Tarsia) ;
- Donna Domenica, qui se maria avec Vincenzo Tamborino (it), politicien et industriel italien du début du XXe siècle. Vincenzo Tamborino était le fils d'Antonio, cousin d'Achille Tamborino.

### Famille Guarini di Poggiardo
En 1894, les Guarini di Poggiardo récupérèrent le titre de Prince de Tarsia, à la suite du mariage de Donna Teresa Frisari - l'héritière du titre - avec le Don Carlo, Duc de Poggiardo.
| Famille Guarini di Poggiardo           | Famille Guarini di Poggiardo           | Famille Guarini di Poggiardo | Famille Guarini di Poggiardo | Famille Guarini di Poggiardo |
| Rang (en tant que Prince ou Princesse) | Nom                                    | Règne                        | Autres titres                | Notes |
| -------------------------------------- | -------------------------------------- | ---------------------------- | ---------------------------- | --- |
| 14                                     | Don Giovanbattista Guarini (1896-1945) | ? - 1945                     | Duc de Poggiardo             | Il épousa Anna De Francesco (1899-?). Deux enfants naquirent de cette union : Don Carlo et Donna Eleonora (1930).                                                                                         |
| 15                                     | Don Carlo Guarini (1924-1999)          | 1945 - 1999                  | Duc de Poggiardo             | Fils du précédent prince. Époux de Paola Pellicano Barletta, le mariage a eu lieu en 1954. Ils eurent quatre enfants : Don Giovanbattista, Donna Anna (1956), Don Fabrizio (1958), Donna Ianuaria (1964). |
| 16                                     | Don Giovanbattista Guarini (1955)      | Depuis 1999                  | Duc de Poggiardo             | Fils du précédent. Il se maria avec Lucia Mancini en 1986. Ils ont trois fils : Don Carlo (1988), Don Federico (1990) et Don Roberto (1991).                                                              |